# لایه مرزی

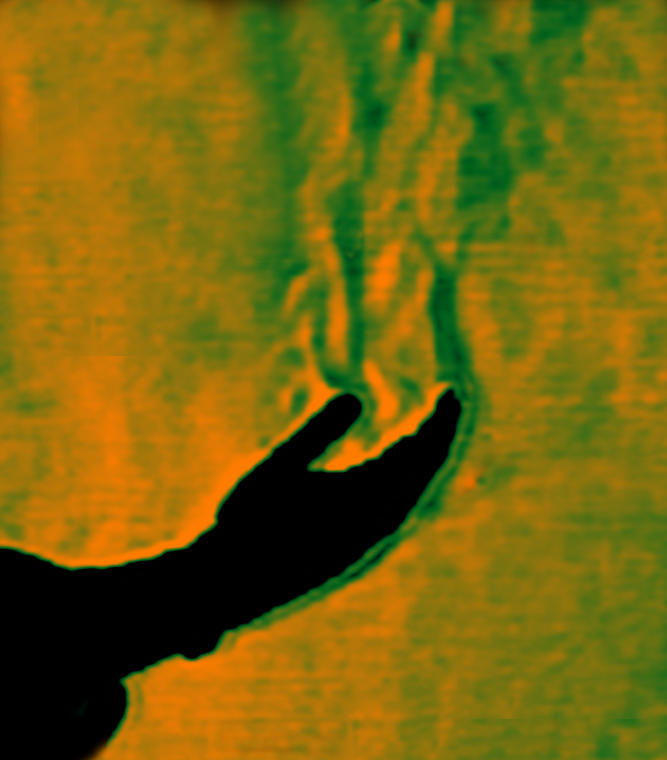
لایه مرزی هوا اطراف دست انسان که توسط عکاسی شیلرن ثبت شده‌است. لایه مرزی، قسمت سبز رنگی است که در پشت دست کاملاً مشهود است.

لایه مرزی (به انگلیسی: Boundary layer) مفهومی بنیادی در پدیده‌های انتقال می‌باشد و به لایه ای از یک سیال در نزدیکی یک سطح که اثرات ویسکوزیته در آن بالاست، گفته می‌شود.
لایه مرزی عبارت است از سیالی که تحت تأثیر گرما، اندازه حرکت یا انتقال جرم ناشی از یک سطح مشترک قرار گرفته باشد که این سطح مشترک می‌تواند ساکن یا متحرک باشد. به عنوان نمونه می‌توان به لایه‌ای از سیال که در نزدیکی یک منبع گرما مانند رادیاتور قرار دارد، اشاره کرد. لایه نزدیک منبع گرم با گرفتن گرما از منبع گرما پروفیلی از تغییرات دما ایجاد می‌کند که پیامد آن تغییر چگالی سیال است و موجب شروع جریان همرفت می‌شود. در علم دینامیک سیالات نیز پدیده‌هایی مانند نیروی مقاوم و جدایش جریان به تغییرات در شکل و اندازه لایه مرزی سرعت سیال در اطراف جسم متحرک وابسته است.
به‌طور کلی سه نوع لایه مرزی سرعت (اندازه حرکت)،انتقال جرم و انتقال حرارت وجود دارد. البته در واقعیت ممکن است هر سه پدیده انتقال همزمان رخ دهند که پیچیدگی محاسبات و روابط حاکم را در پی دارد. برای بیان روابط ریاضی بین سه لایه مرزی می‌توان از اعداد بدون بعد کمک گرفت.

## معادلات لایه مرزی
محاسبه معادلات لایه مرزی یکی از پیشرفت‌های مهم در دینامیک سیالات بود. با کمک روش تحلیل درجه-بزرگی معادلات معروف ناویر-استوکس برای یک سیال ویسکوز را می‌توان تا حد زیادی در محدوده لایه مرزی ساده‌سازی کرد. به ویژه، منحنی مشخصه معادلات دیفرانسیل مشتقات جزئی (PDE) به شکل یک سهمی در می‌آید، در حالیکه معادله کامل ناویر-استوکس به شکل یک منحنی بیضوی است. این مورد باعث ساده شدن زیاد مسئله می‌شود. با تخمین لایه مرزی، جریان به دو قسمت تقسیم می‌شود، یک قسمت جریان بدون لزجت (inviscid) که حل آن ساده است و یک لایه مرزی، که با معادله PDE ساده‌تری برای حل کردن بیان می‌شود. معادلات پیوستگی و ناویر-استوکس برای یک جریان دو-بعدی پایدار تراکم ناپذیر در مختصات دکارتی به شکل زیر داده می‌شود:
{\displaystyle {\partial u \over \partial x}+{\partial \upsilon  \over \partial y}=0}
{\displaystyle u{\partial u \over \partial x}+\upsilon {\partial u \over \partial y}=-{1 \over \rho }{\partial p \over \partial x}+{\nu }\left({\partial ^{2}u \over \partial x^{2}}+{\partial ^{2}u \over \partial y^{2}}\right)}
{\displaystyle u{\partial \upsilon  \over \partial x}+\upsilon {\partial \upsilon  \over \partial y}=-{1 \over \rho }{\partial p \over \partial y}+{\nu }\left({\partial ^{2}\upsilon  \over \partial x^{2}}+{\partial ^{2}\upsilon  \over \partial y^{2}}\right)}
که در آن {\displaystyle u} و {\displaystyle \upsilon } مولفه‌های سرعت، {\displaystyle \rho }چگالی، {\displaystyle p}فشار و {\displaystyle \nu }ویسکوزیته سینماتیک سیال در یک نقطه می‌باشد.